# Омладински стадион
Омладински стадион је фудбалски стадион на Карабурми у Београду изграђен 1957. године. 
Он је од самог отварања домаћи терен ОФК Београда, а такође га користе и остале секције ОСД Београд. На стадиону су поред фудбалских и атлетских такмичења одржани и многи музички концерти.

## Историја
Званично је отворен 10. августа 1957. године, утакмицом Радничког и Спартака.
Премијерну утакмицу ОФК Београд (тада као БСК) је на свом стадиону одиграо 24. августа 1957. године, а гост је била Будућност из Подгорице. ОФК Београд је победио резултатом 3:1. Поред ОФК Београда стадион су у периоду након изградње доста користили и остали београдски клубови, Партизан, Црвена звезда и Раднички.
Инвеститор изградње стадиона је био Савез спортова Београда, пројектни биро Спортпројект је заслужан за пројекат стадиона, а главни пројектант у њему је био инжењер Карло Кацл, уз помоћнике Косту Поповића и инжењера архитектуре Александра Радовановића, док је управник радова био Сава Петковић.

### Подаци о стадиону
Омладински стадион је данас арена за више грана спортова односно мулти функционални објекат. Такође, у досадашњој историји, на овом стадиону су одржани бројни музички концерти и сличне манифестације, а околне школе на њему често организују своја такмичења. Подужна осовина стадиона заклапа угао од 66 степени са севером страном света. Димензије травнате подлоге су 105 x 70 метара, а поред фудбалера, стадион свакодневно користе атлетска, џудо, бициклистичка, тениска и понекад рукометна и кошаркашка секција Омладинског спортског друштва Београд. Овај спортски центар, укупне је величине око 81 500 метара квадратних.
Када је отворен, стадион је имао капацитет за око 28 000 гледалаца, а по Главном пројекту планирано је да буде места за тачно 23 820 гледалаца, но бележе се случајеви да је на стадиону било и преко тридесет хиљада гледалаца, који су на појединим мечевима чак пробили заштитну ограду и утакмице пратили уз терен, са атлетске стазе! Реконструкција стадиона је започета 2000. године. Реновиране су свлачионице за домаће и госте, изграђена је сауна и џакузи. Почето је са реконструкцијом управне зграде, а наредне године стављање столица на стадион, такође на јужну трибину је постављен семафор који има дисплеј величине 7х2,5 метара. На источној трибини је изграђена ложа са 92 места, као и новинарска ложа и прес центар који прима 30 новинара. Западна ложа има капацитет од 256 места за седење, али њена реконструкција још није започета.
Помоћни терен са вештачком травом је изграђен 1999. године и има површину 100х66 метара, а поред помоћног се налази још један мањи терен такође са вештачком травом. Кровом је покривена цела источна трибина стадиона и један део запада
У наредној фази реконструкције је предвиђено осветљавање стадиона постављањем рефлектора. Објекат стадиона је све време постојања пратио стандарде међународних спортских федерација и у том контексту је урађено и идејно решење реконструкције стадиона.
Због све горег стања у којем се стадион налази, као и због најава из комисије за стадионе да ОФК своје суперлигашке утакмице више неће моћи да игра на њему, чланови „Клуба пријатеља ОФК Београда 1994.“ су половином 2012. покренули петицију за реконструкцију Омладинског стадиона, а апел је превасходно упућен Градској власти јер је стадион у власништву града.

### Занимљивости
Северна трибина стадиона је погођена громом 8. септембра 1963, погинуо је један гледалац и неколико повређено - било је то у полувремену утакмице ОФК Београд - Динамо, пред око 10.000 гледалаца (3:1 [2:0]).